# Harry Heilmann
Harry Edwin Heilmann (3 de agosto de 1894 – 9 de julho de 1951), apelidado de "Slug" devido sua falta de velocidade, foi um jogador de beisebol e locutor. Jogou por 19 anos entre 1913 e 1932, incluindo 17 temporadas na Major League Baseball com o Detroit Tigers (1914, 1916–1929) e Cincinnati Reds (1930, 1932). Foi locutor dos Tigers por 17 anos entre 1934 e 1950. Heilmann morreu de câncer de pulmão em julho de 1951. Foi postumamente eleito para o Baseball Hall of Fame seis meses depois em janeiro de 1952.